# Mieke Schymura
Mieke Schymura (* 18. Februar 1977 in Braunschweig) ist eine deutsche Schauspielerin.

## Leben
Mieke Schymura arbeitet als freie Schauspielerin in Berlin. Sie studierte von 2000 bis 2004 Schauspiel an der Universität der Künste Berlin. Sie spielte u. a. am Hebbel am Ufer, dem Staatstheater Stuttgart, dem Theater Konstanz, Volkspalast Berlin, den Sophiensaelen und in Saarbrücken. Außerdem arbeitet sie vor der Kamera in Kino-, Streaming- und Fernsehfilmen und tritt als Sängerin auf. Sie war 2004 und 2006 Teil des Theater des Jahres.

## Filmografie (Auswahl)
(Quelle: )
- 2002: Die Ritterinnen (Kinofilm) Regie: Barbara Teufel; mediopolis, WDR/SWR/HR
- 2010: Auf den zweiten Blick (Kinofilm) Regie: Sheri Hagen, sturmunddrangfilm Berlin
- 2010: Ingredienzien (Kinofilm) Regie: Juliane Hanske; pyramidal.film
- 2010: SOKO Wismar – Nachtzug nach Wismar (Serie) Regie: Oren Schmuckler; ZDF
- 2012: Es geht nichts verloren (Kurzfilm) Regie: Keti Vaitonis; royalfilm
- 2018: Der Bulle und das Biest (Fernsehreihe) Regie: Thomas Sieben; SAT 1
- 2017–2019: Dark. Staffeln 1–3. (Netflix-Serie) Regie: Baran bo Odar; netflix
- 2018: Golden Twenties (Kinofilm) Regie: Sophie Kluge, 20th Century Fox
- 2020: Tatort: Rettung so nah (Fernsehreihe) Regie: Isabel Braak; MDR
- 2020: Polizeiruf – Sabine (Fernsehreihe) Regie: Stefan Schaller; NDR
- 2021: Lauchhammer – Tod in der Lausitz (Serie) Regie: Till Franzen; ARD
- 2021: Wendehammer (Serie) Regie; Ester Amrami; ZDF
- 2021: Babylon Berlin – Staffel 4 (Serie) Regie: Achim von Borries; ARD, sky
- 2022: SOKO Leipzig – Family Business (Serie) Regie: Robert Del Maestro; ZDF
- 2022: Wendehammer. Staffel 2 (Serie) Regie: Sinan Akkuş; ZDF
- 2022: Rumspringa – Ein Amish in Berlin Regie: Mira Thiel; netflix
- 2023: Soko Wismar – Schatzinsel Poel (Serie) Regie: Oren Schmuckler; ZDF
- 2023: Polizeiruf 110 – Der Dicke liebt...  Regie: Thomas Stuber; ARD
- 2023: Origin (Kinofilm)  Regie: Ava DuVernay; ARRAY (USA)
- 2024: Die geschützten Männer (Kinofilm) Regie: Irene von Alberti; filmgalerie 451
- 2024: Morden im Norden – Der Trupp (Serie) Regie: Tanja Roitzheim; ARD
- 2024: RESET – wie weit willst du gehen? (Miniserie) Regie: Isabel Prahl; ZDF
- seit 2024: Die Spreewaldklinik (Fernsehserie); SAT1
- 2024: Tatort - Dunkelheit (Fernsehreihe); Regie: Stefan Schaller; ARD
- 2025 Tatort – Licht (Fernsehreihe); Regie: Rick Ostermann; ARD

## Theater (Auswahl)
- 2004: Richtfest. Erste öffentliche Begehung. Volkspalast; HAU Berlin; Regie: Ruedi Häusermann
- 2005: X-Wohnungen Suburbs. Hebbel-am-Ufer Berlin; Regie: Hannah Groninger
- 2005: Volkspalast – der Berg. Zur letzten Einkehr. Sophiensaele/lunatiks; Regie: Tobias Rausch
- 2005: Kirchenlieder. Ein Chorprojekt. Staatstheater Stuttgart; Regie: Ulrich Rasche;
- 2006: Wir sind ja so allein. Ballhaus Naunynstrasse Berlin/klangkunstbühne; Regie: Jürg Kienberger
- 2006: ich, europa! (Rosenberg); theaterkapelle Berlin; Regie: Ron Rosenberg
- 2007: Sommernachtstraum (Shakespeare); Helena, theater üz; Regie: Bob Ziegenbalg
- 2007: Winter to go. (TheaterInstallation); lunatiks; Regie: Janette Mickan, Heiner Remmert, Christine Rollar
- 2007: Der Kick (Veiel); theater üz; Regie: Bob Ziegenbalg
- 2007: Südliche Autobahn (nach Cortazar); Regie: Daniel Ott und Jutta Wangemann
- 2008: Mütter – ein Wittenbrink-Abend. theater üz Saarbrücken; Regie: Edith Ehrhardt
- 2009: Atropa (Lanoye), Theater Konstanz, Regie: Konstanze Lauterbach
- 2011: Faust hat Hunger und verschluckt sich an einer Grete (Palmetshofer); Theater unterm Dach Berlin; Regie: Reto Kamberger
- 2013: Kleine Zweifel (T. Walser); Sophiensaele Berlin & Spielstark Festival, Regie: Schymura
- 2017: Faust-Chor an der Volksbühne (Goethe); Regie: Ender/Kolosko

## Auszeichnungen
- 2003: 1. Preis beim Film Festival Bilbao für Die Ritterinnen
- 2010: 1. Preis beim Filmfest Recklinghausen für Auf den zweiten Blick
- 2013: Publikumspreis beim Filmdayton Festival Ohio für Es geht nichts verloren
- 2014: Jurypreis beim Talca International Filmfestival Chile für Es geht nichts verloren
- 2018: Grimme-Preis für Dark
- 2020: Grimme-Preis für Polizeiruf – Sabine
- 2021: Deutscher Fernsehkrimipreis für Polizeiruf – Sabine
- 2023: Deutscher Fernsehkrimipreis für Babylon Berlin
- 2024: Best Drama – African American Film Critics Award für Origin